# Grand Maine
Grand Maine est un centre commercial régional situé à l'ouest d'Angers, dans le département de Maine-et-Loire. Il tient son nom de la Maine, rivière qui traverse la ville.

## Historique
Le centre commercial Grand Maine ouvre au public en 1983, au sein d'un tout nouveau quartier baptisé le Lac de Maine, en référence au vaste plan d'eau présent à proximité.
Conçu comme centre de secteur pour toute la partie de l'agglomération angevine située sur la rive droite de la Maine, Grand Maine est structuré autour d'un hypermarché - d'abord Euromarché transféré de la route de Paris (actuel parc des expositions d'Angers) puis Carrefour en 1992 - il comprend une galerie marchande composée de 70 boutiques 
. À proximité s'aligne une zone d'activités vouée aux commerces à grande surface.
En 2015, Grand Maine est vendu par Hammerson, foncière propriétaire du centre commercial, à Cushman & Wakefield pour un montant de 63,4 millions d'euros,

## Accessibilité
- En voiture : par la rocade de l'Atlantique (RD 323), sortie « Lac de Maine / Centre Commercial »
- En bus : 4 (arrêt « Grand Maine ») et 6 (arrêt « Pérussaie ») du reseau IRIGO.

## Boutiques
Le centre commercial Grand Maine rassemble 70 boutiques, répartis sur deux niveaux et 22 000 m2. Le premier étage est principalement consacré à la restauration.
L'ensemble est structuré autour d'un hypermarché Carrefour.
Un centre médical et services divers , tous deux indépendants de la galerie commerciale, sont installés au sein de Grand Maine.

## Projets
Le groupe britannique Hammerson, ancien propriétaire de Grand Maine, envisageait une extension de la galerie d'ici 2012 avec une vingtaine de boutiques supplémentaires. Mais la CDAC a annulé le projet et grand maine s'est contenté d'une rénovation majeure en 2013.

## Autour du centre commercial
Le centre commercial Grand Maine est bordé par une zone commerciale regroupant 15 moyennes surfaces spécialisées principalement dans l'équipement de la maison (Cuir Center, Mobalpa, ...) et de la personne (La Halle aux chaussures, La Halle, ), ainsi qu'un restaurant Burger King et un hôtel Mercure (3 étoiles).
Un parc de loisirs, le Lac de Maine, est également situé à proximité immédiate.